# Kyyvesi (SCI)
Kyyvesi (SCI) este o arie protejată (arie specială de conservare — SAC, sit de importanță comunitară — SCI, arie de protecție specială avifaunistică — SPA) din Finlanda întinsă pe o suprafață de 7.144 ha, integral pe uscat.

## Localizare
Centrul sitului Kyyvesi (SCI) este situat la coordonatele 61°58′39″N 27°05′13″E / 61.9775°N 27.0869°E.

## Înființare
Situl Kyyvesi (SCI) a fost declarat sit de importanță comunitară în august 1998 pentru a proteja 2 specii de animale. Alte tipuri de protecție:
- arie de protecție specială avifaunistică (în august 1998)
- arie specială de conservare (în aprilie 2015)[1][2][3]

## Biodiversitate
Situată în ecoregiunea boreală, aria protejată conține 8 habitate naturale: Lacuri și iazuri distrofice naturale, Mlaștini turboase de tranziție și turbării mișcătoare, Pante stâncoase silicioase cu vegetație casmofită, Roci stâncoase cu vegetație pionieră de Sedo-Scleranthion sau Sedo albi-Veronicion dillenii, Taiga vestică, Păduri fino-scandinave bogate în ierburi cu Picea abies, Păduri caducifoliate de mlaștină fino-scandinave, Mlaștini împădurite.
La baza desemnării sitului se află mai multe specii protejate de  mamifere (2): vidră de râu (Lutra lutra), veveriță zburătoare siberiană (Pteromys volans).
Pe lângă speciile protejate, pe teritoriul sitului au mai fost identificate 1 specie de plante, 25 de specii de păsări, 3 specii de pești.